# Esztergom vasútállomás
Esztergom vasútállomás a Komárom-Esztergom vármegyei Esztergom város központi vasútállomása, a Budapest–Esztergom-vasútvonal és az Esztergom–Almásfüzitő-vasútvonal közös fejállomása, a Magyar Államvasutak Zrt. (MÁV) üzemeltetésében.
A központi belterület legdélebbi fekvésű lakónegyedei között terül el, közúti elérését csak önkormányzati utak biztosítják.
Az állomás épületén 1991. november 29-én emléktáblát avattak az Esztergom–Almásfüzitő-vasútvonal megnyitásának százéves évfordulójának alkalmából. 1996. november 8-án újabb emléktáblát avatott Esztergom város önkormányzata, a Budapest–Esztergom-vasútvonal megnyitásának 100 éves évfordulója emlékére.
2020-ban az állomás északi oldalára költözött a város helyközi buszpályaudvara.

## Vasútvonalak
Az állomást az alábbi vasútvonalak érintik:
- Budapest–Esztergom-vasútvonal (2)
- Esztergom–Almásfüzitő-vasútvonal (4)

## Megközelítés tömegközlekedéssel
- Busz:  1, 2, 11, 43, 43F, 111
- Helyközi busz:  800, 862, 880, 8401, 8419, 8421, 8422, 8500, 8503, 8504, 8510, 8515, 8516, 8518, 8519, 8520, 8521, 8525, 8529, 8530, 8535, 8539, 8540, 8541, 8542, 8543, 8544

## Forgalom
| Járat | Útvonal | Gyakoriság                                  |
| ----- | --- | ------------------------------------------- |
| S72   | Budapest-Nyugati – Rákosrendező – Angyalföld – Újpest – Aquincum – Óbuda – Aranyvölgy – Üröm – Solymár – Szélhegy – Vörösvárbánya – Pilisvörösvár – Szabadságliget – Klotildliget – Piliscsaba – Magdolnavölgy – Pilisjászfalu – Piliscsév – Leányvár – Dorog – Esztergom-Kertváros – Esztergom | Hajnalban 30 percenként, késő este óránként |
| Z72   | Budapest-Nyugati – Angyalföld – Újpest – Aquincum – Solymár – Pilisvörösvár – Piliscsaba (– Magdolnavölgy) – Pilisjászfalu – Piliscsév – Leányvár – Dorog – Esztergom-Kertváros – Esztergom | Hétköznap óránként                          |
| Z72   | Budapest-Nyugati → Angyalföld → Újpest → Aquincum → Aranyvölgy → Solymár → Pilisvörösvár → Piliscsaba → Pilisjászfalu → Piliscsév → Leányvár → Dorog → Esztergom-Kertváros → Esztergom | Hétköznap reggel 1 Esztergom felé           |
| Z72   | Budapest-Nyugati – Rákosrendező (– Vasútmúzeum) – Angyalföld – Újpest – Aquincum – Solymár – Pilisvörösvár – Piliscsaba (– Magdolnavölgy) – Pilisjászfalu – Piliscsév – Leányvár – Dorog – Esztergom-Kertváros – Esztergom                                                                      | Hétvégén óránként                           |
| S74   | Esztergom – Esztergom-Kertváros – Tokod – Tát – Nyergesújfalu – Nyergesújfalu felső – Eternitgyár – Lábatlan – Piszke – Süttő – Süttő felső – Várhegyalja – Neszmély – Dunaalmás – Almásfüzitő – Komárom                                                                                        | Munkanapokon 5 pár, hétvégén 1 pár          |
| S74   | Esztergom – Esztergom-Kertváros – Tokod – Tát – Nyergesújfalu – Nyergesújfalu felső – Eternitgyár – Lábatlan – Piszke – Süttő – Süttő felső – Várhegyalja – Neszmély – Dunaalmás – Almásfüzitő                                                                                                  | Hétvégén 3 pár                              |
| S74   | Esztergom – Esztergom-Kertváros – Tokod – Tát – Nyergesújfalu – Nyergesújfalu felső – Eternitgyár – Lábatlan – Piszke – Süttő | Munkanapokon 2 pár                          |
| S74   | Esztergom – Esztergom-Kertváros – Tokod – Tát – Nyergesújfalu – Nyergesújfalu felső – Eternitgyár – Lábatlan | Munkanapokon 1 pár                          |

## Emléktáblák

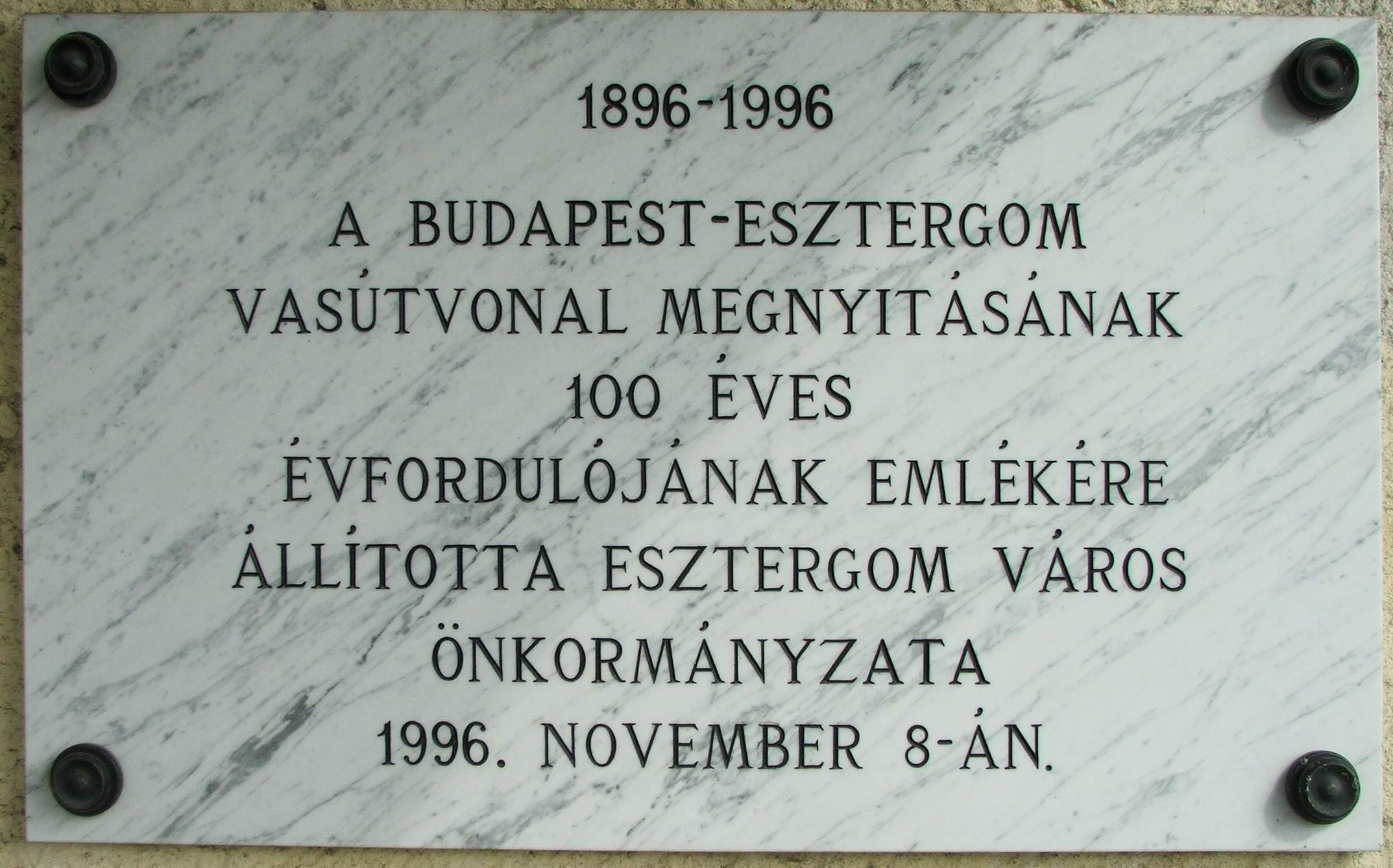
A budapesti vonal megnyitásának centenáris emléktáblája
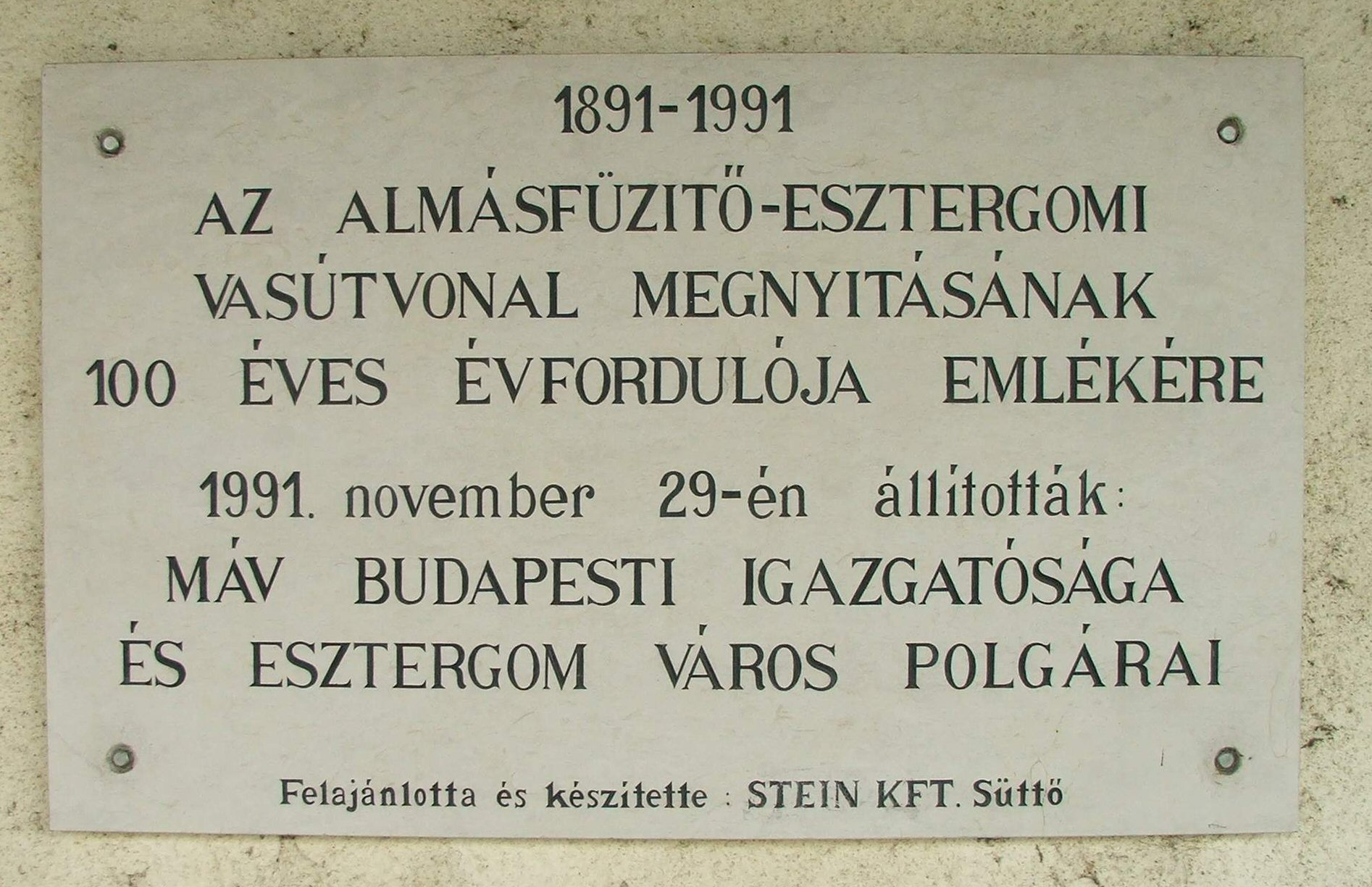
Az almásfüzitői vonal megnyitásának centenáris emléktáblája